# Gleniffer
Gleniffer, auch Glenpatrick genannt, war eine Whiskybrennerei in Elderslie, Renfrewshire, Schottland. Der erzeugte Brand war somit der Whiskyregion Lowlands zuzuordnen. Im 19. Jahrhundert gehörte Gleniffer zu den Faktoren, die für das Anwachsen der Siedlung Elderslie verantwortlich waren.
Die Brennerei wurde 1825 von Alexander Speirs, Laird of Elderslie unter dem Namen Glenpatrick errichtet und zunächst an James Hodge verpachtet, der den Vertrag jedoch schon wenige Jahre später wieder löste. In den folgenden Dekaden sah die Brennerei verschiedene Pächter, bis William King im Jahre 1854 Konkurs anmelden musste. Bis, je nach Literatur, 1858 oder 1860 lag der Betrieb still, als J. Morrison das Unternehmen übernahm und in Gleniffer umbenannte. 1887 kam der Betrieb zu Scotch Whisky Distillers (SWD) und wurde 1894 geschlossen.
Alle Gebäude sind zwischenzeitlich abgerissen und die ehemalige Brennerei hat keine Spuren hinterlassen. An ihrem ehemaligen Standort befindet sich heute ein privater Garten.
Als Alfred Barnard im Rahmen seiner bedeutenden Whiskyreise im Jahre 1885 die Brennerei besuchte, verfügte sie über eine jährliche Produktionskapazität von 70.000 Gallonen eines Malt Whiskys. Es standen zwei Brennblasen zur Verfügung, die jedoch bezüglich Kapazität und Verwendung nicht genauer beschrieben sind.